# 十日市秀悦
十日市 秀悦（とおかいち しゅうえつ、1959年1月20日 - ）は、日本のタレント、歌手、俳優、声優、ナレーター。青森県八戸市出身で、八戸特派大使を務めている。シグマ・セブン所属。既婚。

## 来歴
両親は八戸市の長横町で飲食店『十日市食堂』を経営していた。
日本大学芸術学部映画学科卒業。東映でエキストラ出演で働いていた時に梅宮辰夫と知り合い、その後梅宮の付き人を務めていた。
付き人を終えた後はお笑いタレントとして活動し、様々なコンビでの活動を経て、当時男女混合の11人組のお笑いグループだったホンジャマカの一員として活動。1988年頃に自身の意向からホンジャマカを脱退し、以降はソロで活動。
田中義剛は青森県立八戸北高等学校での1年先輩に当たり、そのつながりから『田中義剛のオールナイトニッポン』に『八戸亀』名義で出演していたことがある。
2000年代からは地元の青森県のイベントなどで『イサバのカッチャ』というキャラクターを演じており、八戸特派大使にも任命された。
さらに、2012年にはRABラジオにて自身初の冠番組『十日市秀悦のサタデー横丁』が放送開始されてメインパーソナリティーを務めるなどローカルタレントとしても活動を行っている。
なお、十日市は在青局でのレギュラー番組を担当するようになってからも引き続き東京に在住しており、長年東京と青森を往復する生活を送っているが、2020年の新型コロナウイルスの関係により従来のような移動が困難になったことから、緊急事態宣言が発令されていた頃は一時的に八戸市内の実家で生活し、実家から青森県内の放送局へ向かう生活を送っていた。

## 人物
プロフィールでは使用する方言は東北弁としているが、八戸市出身であることから地元の南部弁や八戸弁を使用している。
特技は釣り、料理、南部手踊り。

## 出演

### テレビ番組
- ぐリンちょリンぱリン（リョーリン亭の亭主 リョーリン）（テレビ東京系 1994年）
- ザ・ワイド（レポーター）
- 新・健康の女神
- すっから母さん
- タクシードライバーの推理日誌
- ダンプ渡り鳥
- チョッちゃん
- 東京バス通り（レポーター）
- ひょうきん予備校
- ひょうきんミニ放送局
- プロジェクトGOTSURI!（青森朝日放送）
- ママに宿題
- みんながんばれ!
- ものまね王座決定戦
- ライオンのいただきます
- 私の青空
- 私の青空2002
- 渡り番頭・鏡善太郎の推理
- ひるまにあん（特集・レポーター、東日本放送ほか）
- お国言葉で川柳、なもあんだも（イサバのカッチャ名義、NHK青森放送局2012年10月5日放送）

### テレビアニメ
2000年
- はじめの一歩（八戸拳闘会練習生、編集長）

2001年
- 学園戦記ムリョウ（タレントB）

2002年
- 十二国記（六太の父）

2003年
- GAD GUARD（春風楼オーナー）

2004年
- MONSTER（殺人犯）

2006年
- BLACK LAGOON（陳）

### ナレーション
- 青森探偵A
- AUTO倶楽部
- 企業未来!チャレンジ21
- ここんちプラネット
- 今夜もあなたのパートナー
- スーパーJチャンネル（水）
- レッツ

### ラジオ
- 田中義剛のオールナイトニッポン
- 十日市秀悦のえふりこぎでゴメン - Be FM
- 十日市秀悦のサタデー横丁 - RABラジオ（2012年10月6日 - ）- メインパーソナリティー
- GO!GO!らじ丸 - RABラジオ（2014年10月3日 - 2023年3月31日） - 金曜パーソナリティー
- あいした!!おさんぽ日曜日 - RABラジオ（2023年4月2日 - ）- メインパーソナリティー

### CD
- 「イサバのかっちゃ〜朝市のかあちゃん〜」
- CHRNO CRUSADEII 永遠の時間 （村長）

### CM
- 泉山石材（青森県八戸市、「イサバのカッチャ」として）

### 映画
- 痴漢電車 いじわるな視線（1999年、監督:渡邊元嗣）
- 痴漢海水浴 ビキニ泥棒（1999年、監督:渡邊元嗣）
- エロスの住人 ハメ快楽（2001年、監督:渡邊元嗣）
- 美咲レイラ 巨乳FUCK（2001年、監督:渡邊元嗣）
- 伊藤の話（2007年、監督:秋原正俊） - 大学教授 役

### オリジナルビデオ
- サワリーマン金太郎